# 西西条郡
- 令制国一覧 > 山陽道 > 美作国 > 西西条郡
- 日本 > 中国地方 > 岡山県 > 西西条郡

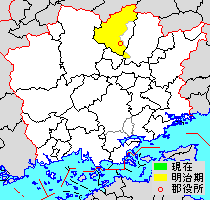
岡山県西西条郡の位置

西西条郡（さいさいじょうぐん）は、1900年まで岡山県（美作国）にあった郡。

## 郡域
1878年（明治11年）に行政区画として発足した当時の郡域は、下記の区域にあたる。
- 津山市の一部（二宮・院庄・神戸・戸島）
- 苫田郡鏡野町の大部分（沖、沢田、市場、香々美、寺和田、百谷、大町、岩屋、越畑以東を除く）

## 歴史
中世に苫西郡（第1次）が西西条郡・西北条郡に分割されて発足。寛文元年（1661年）から元禄11年（1698年）までは苫西郡（第2次）を称した。

### 近世以降の沿革
- 「旧高旧領取調帳」に記載されている明治初年時点での支配は以下の通り。（65村）

| 知行   | 知行       | 村数 | 村名 |
| ------ | ---------- | ---- | --- |
| 幕府領 | 津山藩預地 | 32村 | 山城村、蕎麦尾分、富西谷村、大倉分、中谷上村、中谷中村、中谷下村、大村、楠村、富東谷村、富仲間村、土生村、久田下原村、長土路分、久田上原村、黒木村、河内村、箱村、西屋村、杉村、坂手小原分、養野村、井坂村、至孝農村、女原村、奥津村、奥津川西村、長藤村、下斎原村、上斎原村、羽出村、西谷分                                   |
| 藩領   | 美作津山藩 | 33村 | 竹田村東組、竹田村西組、瀬戸村、円宗寺村上分、円宗寺村下分、和田村、貞永寺村、土居村上分、土居村下分、小座村上分、小座村下分、入村上分、入村下分、塚谷村、馬場村、下森原村、上森原村、宗枝村、寺元村、二宮村、院庄村南分、院庄村北分、神戸村、吉原村、戸島村、古川村、布原村、薪森原村、下原村、河本村、高山村、原村、真加部村 |

- 慶応4年5月16日（1868年7月5日） - 津山藩預地が倉敷県の管轄となる。
- 明治4年
  - 7月14日（1871年8月29日） - 廃藩置県により、藩領が津山県の管轄となる。
  - 11月15日（1871年12月26日） - 第1次府県統合により、全域が北条県の管轄となる。
- 明治5年（1872年） - 以下の村の統合が行われる。（51村）
  - 竹田村 ← 竹田村東組、竹田村西組
  - 円宗寺村 ← 円宗寺村上分、円宗寺村下分
  - 土居村上分 ← 土居村上分、土居村下分
  - 小座村 ← 小座村上分、小座村下分
  - 中谷村 ← 中谷上村、中谷中村、中谷下村
  - 入村 ← 入村上分、入村下分
  - 院庄村 ← 院庄村南分、院庄村北分
  - 蕎麦尾分が山城村に、大倉分が富西谷村に、長土路分が久田下原村に、坂手小原分が杉村に、西谷分が羽出村に、布原村が古川村にそれぞれ合併。
- 明治9年（1876年）4月18日 - 第2次府県統合により岡山県の管轄となる。
- 明治11年（1878年）9月29日 - 郡区町村編制法の岡山県での施行により、行政区画としての西西条郡が発足。郡役所が竹田村に設置。
- 明治13年（1880年） - 羽出村の一部が分立して羽出西谷村となる。（52村）
- 明治14年（1881年） - 古川村の一部が分立して布原村となる。（53村）
- 明治22年（1889年）6月1日 - 町村制の施行により、以下の各村が発足。特記以外は全域が現・苫田郡鏡野町。（13村）
  - 二宮村（単独村制。現・津山市）
  - 院庄村 ← 院庄村、神戸村、戸島村（現・津山市）
  - 芳野村 ← 古川村、吉原村、布原村、寺元村、宗枝村、真加部村
  - 郷村 ← 河本村、原村、高山村、薪森原村、下原村
  - 大野村 ← 竹田村、円宗寺村、和田村、貞永寺村、土居村、瀬戸村
  - 小田村 ← 上森原村、下森原村、馬場村、塚谷村、小座村
  - 中谷村 ← 入村、山城村、中谷村
  - 富村 ← 富西谷村、富東谷村、富仲間村、大村、楠村
  - 久田村 ← 久田下原村、久田上原村、河内村、黒木村、土生村
  - 泉村 ← 箱村、西屋村、杉村、養野村、井坂村、女原村、至孝農村
  - 羽出村 ← 羽出村、羽出西谷村
  - 奥津村 ← 奥津村、奥津川西村、長藤村、下斎原村
  - 上齋原村（単独村制）
- 明治27年（1894年）4月1日 - 「西西条郡外三郡役所」が東南条郡津山町山下に設置され、同郡のほか西北条郡・東北条郡とともに管轄。
- 明治33年（1900年）4月1日 - 郡制の施行により、「西西条郡外三郡役所」の管轄区域をもって苫田郡が発足。同日西西条郡廃止。

## 行政
歴代郡長
| 代 | 氏名 | 就任年月日                | 退任年月日                | 備考 |
| -- | ---- | ------------------------- | ------------------------- | ---- |
| 1  |      | 明治11年（1878年）9月29日 |                           |      |
|    |      |                           | 明治27年（1894年）3月31日 | 廃官 |

西西条郡外三郡長
| 代 | 氏名 | 就任年月日               | 退任年月日                | 備考                                                   |
| -- | ---- | ------------------------ | ------------------------- | ------------------------------------------------------ |
| 1  |      | 明治27年（1894年）4月1日 |                           |                                                        |
|    |      |                          | 明治33年（1900年）3月31日 | 東南条郡・西北条郡・東北条郡との合併により西西条郡廃止 |